# Trio (album)
Pour les articles homonymes, voir Trio (homonymie).
Ne doit pas être confondu avec Trios (album).
Albums de Dolly Parton, Linda Ronstadt et Emmylou Harris
Trio II
(1999)
Trio est un album américain de musique country issu de la collaboration entre Dolly Parton, Linda Ronstadt et Emmylou Harris, sorti le 2 mars 1987.

## Historique
En 1987, l'album remporte le Grammy Award dans la catégorie Best Country Performance By A Duo Or Group
L'album est cité dans l'ouvrage de référence de Robert Dimery « 1001 albums qu'il faut avoir écoutés dans sa vie ».

### Titres
- The Pain of Loving You (Dolly Parton, Porter Wagoner) (2:32)
- Making Plans (Johnny Russell, Voni Morrison) (3:36)
- To Know Him Is to Love Him (Phil Spector) (3:48)
- Hobo's Meditation (Jimmie Rodgers) (3:17)
- Wildflowers (Dolly Parton) (3:33)
- Telling Me Lies (Linda Thompson, Betsy Cook) (4:26)
- My Dear Companion (trad., adapt. Jean Ritchie) (2:55)
- Those Memories of You (Alan O'Bryant) (3:58)
- I've Had Enough (Kate McGarrigle) (3:30)
- Rosewood Casket (trad., adapt. Avie Lee Parton) (2:59)
- Farther Along (trad., adapt. John Starling, Emmylou Harris) (4:10)

### Musiciens
- Linda Ronstadt : voix
- Emmylou Harris : voix, guitare acoustique
- Dolly Parton : voix
- Ry Cooder : guitares
- Kenny Edwards : bass acoustique et électrique
- Steve Fishell : dobro, pedal steel, guitare hawaïenne
- Russ Kunkel : batterie
- Albert Lee : guitare acoustique, mandoline
- David Lindley : guitare acoustique, mandoline, harpes, guitare hawaïenne, dulcimer
- Mark O'Connor : guitare acoustique, violon, flûte, mandoline
- Bill Payne : piano, claviers, harmonium, orgue Hammond
- Herb Pedersen : banjo
- Leland Sklar : basse
- John Starling : guitare acoustique
- Dennis Karmazyn : violoncelle
- Jodi Burnett : violoncelle
- Marty Krystall : clarinette
- Brice Martin : flûte
- Ilene Novi Novog : violon

## Discographie
- 1987 : Trio (Warner) avec Ry Cooder, Albert Lee, David Lindley, Bill Payne
- 1999 : Trio 2 (Asylum) avec David Lindley, Jim Keltner
- 2016 : The Complete Trio Collection